# El Serradot
El Serradot o lo Serradot és una muntanya de 476 metres que es troba al municipi d'Oliola, a la comarca catalana de la Noguera.